# Зобов'язання публічно або в іншій формі попросити вибачення у потерпілого
Зобов'язання публічно або в іншій формі попросити вибачення у потерпілого — найменш суворий захід адміністративного впливу, що застосовується до неповнолітніх, які вчинили адміністративне правопорушення.
Орган адміністративної юрисдикції застосовує цей захід адміністративного впливу тоді, коли дійшов висновку, що неповнолітній визнав неправомірність своєї поведінки, суспільну шкоду, викликану правопорушенням, і щиро покаявся. Питання про форму публічного вибачення вирішує орган адміністративної юрисдикції відповідно до обставин справи і побажань потерпілого.
Суть цього заходу впливу полягає в публічності вибачення, тобто не особисто, тет-а-тет, а прилюдно, наприклад, в судовій залі, за місцем роботи чи навчання потерпілого тощо. Порушник усно чи письмово «просить вибачити» його. Сутність цього впливу в тому, що, з одного боку, полягає в щирому розкаянні неповнолітнього, який вчинив проступок, визнанні ним своєї вини, а з іншого — в усвідомленні неповнолітнім моральних та правових правил поведінки.
Також обов'язок публічно або в іншій формі попросити пробачення у потерпілого може бути покладено судом у межах кримінального провадження в разі звільнення від відбування покарання з випробуванням (на підставі 76 статті КК України).